# Morgan County (Ohio)
Morgan County is een van de 88 county's in de Amerikaanse staat Ohio.
De county heeft een landoppervlakte van 1.082 km² en telt 14.897 inwoners (volkstelling 2000). De hoofdplaats is McConnelsville.

## Bevolkingsontwikkeling

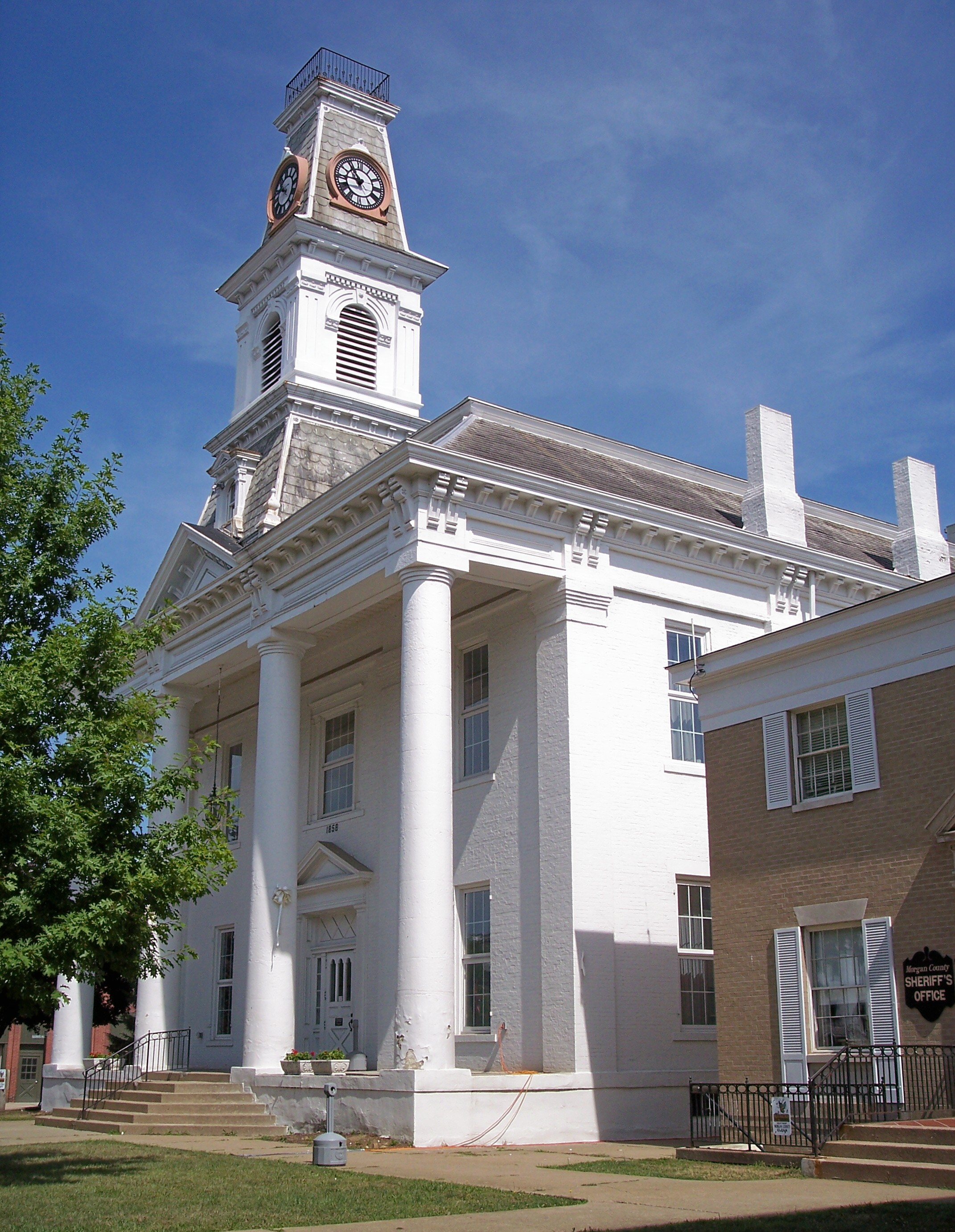
Morgan County Courthouse

Adams County · Allen County · Ashland County · Ashtabula County · Athens County · Auglaize County · Belmont County · Brown County · Butler County · Carroll County · Champaign County · Clark County · Clermont County · Clinton County · Columbiana County · Coshocton County · Crawford County · Cuyahoga County · Darke County · Defiance County · Delaware County · Erie County · Fairfield County · Fayette County · Franklin County · Fulton County · Gallia County · Geauga County · Greene County · Guernsey County · Hamilton County · Hancock County · Hardin County · Harrison County · Henry County · Highland County · Hocking County · Holmes County · Huron County · Jackson County · Jefferson County · Knox County · Lake County · Lawrence County · Licking County · Logan County · Lorain County · Lucas County · Madison County · Mahoning County · Marion County · Medina County · Meigs County · Mercer County · Miami County · Monroe County · Montgomery County · Morgan County · Morrow County · Muskingum County · Noble County · Ottawa County · Paulding County · Perry County · Pickaway County · Pike County · Portage County · Preble County · Putnam County · Richland County · Ross County · Sandusky County · Scioto County · Seneca County · Shelby County · Stark County · Summit County · Trumbull County · Tuscarawas County · Union County · Van Wert County · Vinton County · Warren County · Washington County · Wayne County · Williams County · Wood County · Wyandot County